# Portada/efemèride abril 28
Nausicaa Bonnín
« 27 d'abril · 28 d'abril · 29 d'abril »